# The Scientists
The Scientists est un groupe de post-punk australien, originaire de Perth. Il est mené par Kim Salmon, et initialement nommé The Exterminators puis The Invaders. Le groupe possède deux incarnations : le groupe de punk rock de la fin des années 1970, et celui de swamp rock basé à Sydney/Londres des années 1980.

## Biographie

### Formation
Kim Salmon forme le groupe de proto-punk Cheap Nasties, en août 1976. Il part en décembre 1977 et Robbie Porritt, qui se joint au chant, continue sous le nom de The Manikins. Salmon remplace Mark Demetrius au sein des Exterminators, qui devient plus tard connu sous le nom de Invaders. La formation comprend alors Roddy Radalj (guitare, chant), Boris Sujdovic (basse) et John Rowlings (batterie).

### Perth (1978–1981)
The Invaders deviennent The Scientists en mai 1978, lorsque James Baker des Victims remplace Rowlings. Sujdovic quitte le groupe en août 1978 (plus tard enregistré avec Rockets). Le groupe revient en janvier 1979 avec Dennis Byrne à la basse. Cette formation enregistre un premier single, Frantic Romantic/Shake (Together Tonight), publié en juin 1979 au label D.N.A. Radalj et Byrne partent en avril 1979, remplacés par Ben Juniper (guitare) et Ian Sharples (basse). Cette formation enregistre The Scientists EP (publié en février 1980 chez White Rider Records) et exécute deux tournées à Melbourne et Sydney, en décembre 1979 et en février et mars 1980. À Melbourne, le groupe participe à l'émission locale Countdown, jouant Last Night, morceau issu de leur EP.
Juniper quitte le groupe en mai 1980, et Salmon, Baker et Sharples continuent en trio. Le groupe se sépare en janvier 1981 après l'enregistrement d'un premier album, The Scientists (aussi appelé The Pink Album), publié en août 1981 chez EMI Custom Records. À Sydney, Baker se joint à Radalj pour former Le Hoodoo Gurus avec Dave Faulkner (ex-the Victims) et Kimble Rendall en janvier 1981,. Salmon forme ensuite Louie Louie avec Kim Williams (basse) et Brett Rixon (batterie), après la séparation de son groupe en août 1981.

### Sydney et Londres (1982–1987)
En septembre 1981, Salmon et Sujdovic reforment le groupe, avec Rixon à la batterie, et Tony Thewlis (ex-Helicopters) à la guitare, et se préparent à se délocaliser à Sydney. Pour cette version du groupe, la direction musicale devient swampy, teintée rock and roll musique psychédélique, incorporant des éléments de groupes comme the Cramps, Suicide, the Stooges et Captain Beefheart.
Le groupe signe avec le label Au Go Go Records, auquel il sort This Is My Happy Hour/Swampland (décembre 1982), le mini-album Blood Red River (septembre 1983) et We Had Love/Clear Spot (décembre 1983). À la fin 1983, the Scientists deviennent l'un des groupes australiens indépendants les plus populaires. Ils quittent l'Australie et se délocalisent à Londres en mars 1984. En octobre 1984, le groupe soutient the Gun Club en Europe. Entretemps, Au Go Go sort le mini-album This Heart Doesn't Run on Blood, This Heart Doesn't Run on Love (septembre 1984).
Le groupe publie l'EP vinyle Demolition Derby, en Belgique en février 1985, et leur premier album à l'international, You Get What You Deserve, au Royaume-Uni en juillet 1985 au label Karbon, suivi par le vinyle You Only Live Twice/If It's The Last Thing I Do en septembre. À cause de disputes contractuelles avec Au Go Go, des différents mixes de quelques morceaux apparaissent en Australie sous le mini-album Atom Bomb Baby, avec le vinyle Atom Bomb Baby/Backwards Man, avec une compilation LP Heading For a Trauma (qui comprend Demolition Derby) qui est publiée en juillet 1985.
Rixon quitte le groupe en février 1985 et est remplacé par Phillip Hertz, qu iest lui-même remplacé en décembre 1985 par Leanne Chock. Le groupe signe un autre contrat avec[Big Time Records, qui leur demandera un best-of pour les introniser sur le marché. Le groupe réenregistre onze morceaux avec le producteur Richard Mazda, publiés sous le titre de Weird Love, en avril 1986.

### Retours (depuis 1995)
La première version des Scientists (Salmon/Baker/Sharples/Juniper) se réunit pour un concert à Perth le 10 février 1995. En septembre 2010, ils jouent au festival ATP New York de Monticello où ils jouent Blood Red River dans son intégralité.

## Discographie
Classement indiqué tiré du UK Indie Chart.

### Albums studio
- The Scientists (The Pink Album) (1981) Easter
- Blood Red River mini-LP (1983) Au-Go-Go
- This Heart Doesn't Run on Blood, This Heart Doesn't Run on Love (1984) Au-Go-Go (#10)
- Atom Bomb Baby mini-LP (1985) Au-Go-Go (#24)
- You Get What You Deserve (1985) Karbon (#9)
- Weird Love (1986) Karbon (#24)
- The Human Jukebox (1987)
- Scientists (1989)
- Absolute (1991) Red Eye
- Blood Red River: 1982-1984 (2000)
- Human Jukebox: 1984-1986 (2002)
- Pissed on Another Planet (2004)
- Sedition (2007) ATP Recordings

### Singles
- Frantic Romantic (1979) Bomp
- Last Night (1980) WhiteRider
- This Is My Happy Hour (1982) Au-Go-Go
- We Had Love (1983) Au-Go-Go
- When World's Collide (live) (1983) Au-Go-Go
- You Only Live Twice (1985) Karbon (#11)
- Demolition Derby EP (1985) Soundwork
- Heading for a Trauma (1985)